# Prosoplus albifrons
Prosoplus albifrons là một loài bọ cánh cứng trong họ Cerambycidae.